# Snerting
Snerting es una película de drama romántico de 2024 dirigida por Baltasar Kormákur, escrita por Kormákur y Ólafur Jóhann Ólafsson, y producida por Kormákur, Agnes Johansen y Mike Goodridge. La película está basada en la novela homónima de Ólafsson de 2022. Está protagonizada por Egill Ólafsson, Kōki y Palmi Kormakur.
Snerting se estrenó por primera vez en islandés el 29 de mayo de 2024 y en los Estados Unidos el 12 de julio de 2024.

## Sinopsis
Un viudo intenta encontrar su primer amor 50 años después de su desaparición.

## Reparto
- Egill Ólafsson como Kristófer
- Kōki como Joven Miko
- Palmi Kormakur como Joven Kristófer
- Masahiro Motoki como Takahashi-san
- Sigurdur Ingvarsson como Jónas
- Yoko Narahashi como Miko
- Masatoshi Nakamura como Kutaragi-san
- Meg Kubota como Hitomi
- María Ellingsen como Inga
- Eiji Mihara como Dr. Kobayashi
- Theódór Júlíusson
- Starkadur Petursson como Markús
- Ruth Sheen como Sra. Ellis
- Benedikt Erlingsson como Dr. Stefánsson
- Tatsuya Tagawa como Arai-San
- Charles Nishikawa como Goto-San

## Producción
Snerting fue producida por RVK Studios. La fotografía principal comenzó el 9 de octubre de 2022 en Londres. En una entrevista de diciembre de 2022, Baltasar Kormákur planeaba rodar la película en Islandia y Japón.

## Estreno
Snerting se estrenó por primera vez en Islandia el 29 de mayo de 2024 y tuvo un estreno limitado en cines el 12 de julio de 2024.

## Recepción
Snerting recibió reseñas generalmente mixtas a positivas de parte de la crítica y de la audiencia. En el sitio web agregador de reseñas Rotten Tomatoes, la película posee una aprobación de 92%, basada en 50 reseñas, con una calificación de 7.4/10, y con un consenso crítico que dice: "Siguiendo el paso del tiempo con un toque ligero, el conmovedor drama del director Baltasar Kormákur es una ensoñación melancólica sobre la vida misma." De parte de la audiencia tiene una aprobación de 91%, basada en más de 250 votos, con una calificación de 4.5/5.
El sitio web Metacritic le dio a la película una puntuación de 74 de 100, basada en 20 reseñas, indicando "reseñas generalmente favorables". En el sitio IMDb los usuarios le asignaron una calificación de 7.6/10, sobre la base de más de 1300 votos, mientras que en la página web FilmAffinity la cinta tiene una calificación de 6.9/10, basada en 21 votos.